# Michele Didoni
Michele Didoni (Milano, 7 marzo 1974) è un ex marciatore italiano, campione mondiale della 20 km a Göteborg 1995.

## Biografia
Atleta della nazionale italiana di marcia, ha iniziato seguendo il fratello maggiore Edoardo, partecipando al Trofeo Frigerio, una delle più importanti manifestazioni italiane di promozione della marcia.
Avviato all'attività agonistica dall'allenatore Pietro Pastorini, come l'amico e compagno di allenamenti Gianni Perricelli, fin dalle categorie giovanili ha ottenuto risultati di rilievo.
Passato nelle categorie assolute dopo aver vinto vari campionati nazionali e internazionali, tra cui gli Europei juniores del 1993, ottiene un grande risultato praticamente all'esordio in Nazionale, vincendo la gara dei 20 km ai Campionati del mondo di atletica leggera 1995 di Göteborg, gara in cui ottenne anche quella che è tuttora la sua miglior prestazione di sempre, con il tempo di 1h19'59". Partecipa subito dopo al Campionato Mondiale Militare classificandosi al primo posto, da qui per motivi personali, si allontana dall'atletica di alto livello partecipandovi in forma "diversa".
Per circa otto mesi è stato allenato da Vittorio Visini, ex direttore tecnico della società Carabinieri Bologna, di cui fa tuttora parte come Responsabile Settore Marcia.
Nella sua carriera ha collezionato 24 presenze in Nazionale, con due presenze ai Giochi olimpici, sempre sulla distanza dei 20 km, giungendo al 34º posto ad Atlanta 1996 e all'11º a Sydney 2000.
Il suo primato personale sulla distanza dei 50 km è di 3h51'53".
Attualmente svolge l'attività di allenatore, sempre per la marcia. Fino ai Giochi olimpici di Londra 2012 ha allenato, tra gli altri, Alex Schwazer.

## Palmarès
| Anno | Manifestazione          | Sede          | Evento          | Risultato | Prestazione | Note                          |
| ---- | ----------------------- | ------------- | --------------- | --------- | ----------- | ----------------------------- |
| 1991 | Europei juniores        | Salonicco     | Marcia 10.000 m | Bronzo    | 42'16"68    |                               |
| 1992 | Mondiali juniores       | Seul          | Marcia 10.000 m | 6º        | 41'42"75    |                               |
| 1993 | Europei juniores        | San Sebastián | Marcia 10.000 m | Oro       | 40'05"62    |                               |
| 1994 | Europei indoor          | Parigi        | Marcia 5.000 m  | 4º        | 19'01"03    |                               |
| 1994 | Europei                 | Helsinki      | Marcia 20 km    | 10º       | 1h23'21"    |                               |
| 1995 | Mondiali                | Göteborg      | Marcia 20 km    | Oro       | 1h19'59"    | Miglior prestazione personale |
| 1996 | Giochi olimpici         | Atlanta       | Marcia 20 km    | 34º       | 1h26'02"    |                               |
| 1997 | Giochi del Mediterraneo | Bari          | Marcia 20 km    | Argento   | 1h25'21"    |                               |
| 1997 | Mondiali                | Atene         | Marcia 20 km    | 7º        | 1h23'14"    |                               |
| 1998 | Europei                 | Budapest      | Marcia 20 km    | 11º       | 1h25'54"    |                               |
| 1999 | Mondiali                | Siviglia      | Marcia 20 km    | 10º       | 1h26'00"    |                               |
| 2000 | Giochi olimpici         | Sydney        | Marcia 20 km    | 11º       | 1h21'43"    |                               |
| 2003 | Mondiali                | Parigi        | Marcia 20 km    | 16º       | 1h21'23"    |                               |
| 2005 | Giochi del Mediterraneo | Almería       | Marcia 20 km    | Bronzo    | 1h26'06"    |                               |

## Campionati nazionali
- 4 volte campione nazionale nella 10 km di marcia (1994, 1996, 1998, 2001)
- 1 volta campione nazionale nella 20 km di marcia (1995)
- 1 volta campione nazionale nella 50 km di marcia (1998)